# تکامل اجتماعی
تکامل اجتماعی (انگلیسی: Social Evolution) بر اساس نظریه تکامل اجتماعی تمام انقلاب‌ها و تغییرات اجتماعی بیانگر سیر تکاملی جامعه و تاریخ انسان است.

## تطوّر و تکامل و دگرگونی
هر فیلسوفی که معتقد به تغییر و ارتقاء یا تنوع همراه با تکامل و پیوستگی موجودات و تبدل آنها و تبدیل اشیاء به یکدیگر باشد، فیلسوف تطوّری است.

## تکامل اجتماعی
نظریه تکامل اجتماعی معتقد است انسان‌ها در طول تاریخ به شکلی پیوسته و جهشی کهنگی سنت‌ها و روابط را به دور ریخته و مناسبات و ساختی نوین در رفتار و آداب و ساختار اجتماعی همراه با قانونی مدرن ایجاد خواهند کرد و به این شکل در مسیر تکامل جامعه و تاریخ خود گام برمی‌دارند.

## تاریخ و تمدن
بسیاری از فلاسفه و دانشمندان علم تاریخ معتقدند، سیر پیشرفت تاریخ انسان حالتی «زیگزاگی» یا فراز و فرودی داشته‌است.